# Consolidated B-24 Liberator
El Consolidated B-24 Liberator era un bombarder pesant nord-americà dissenyat per Consolidated Aircraft de San Diego a Califòrnia. Com a bombarder estratègic es va fer servir pels Estats Units d'Amèrica i altres exèrcits aliats durant la Segona Guerra Mundial. El B-17 va ser àmpliament utilitzat per la USAAF en les missions de bombardeig diürn a Alemanya.
Sovint se'l compara amb el més conegut Boeing B-17 respecte al qual el B-24 era un disseny més modern, ràpid i amb major càrrega de bombes. Tot i això era més difícil de pilotar i tenia pitjors característiques per mantenir formacions amb altres aparells. L'opinió popular entre les tripulacions i comandament era que el B-17 era més resistent al foc enemic, qualitat molt valorada en les operacions a Europa. Això es devia sobretot a la situació dels dipòsits de combustible a la part superior del fuselatge i a una construcció més lleugera, la qual cosa el feia més vulnerable.

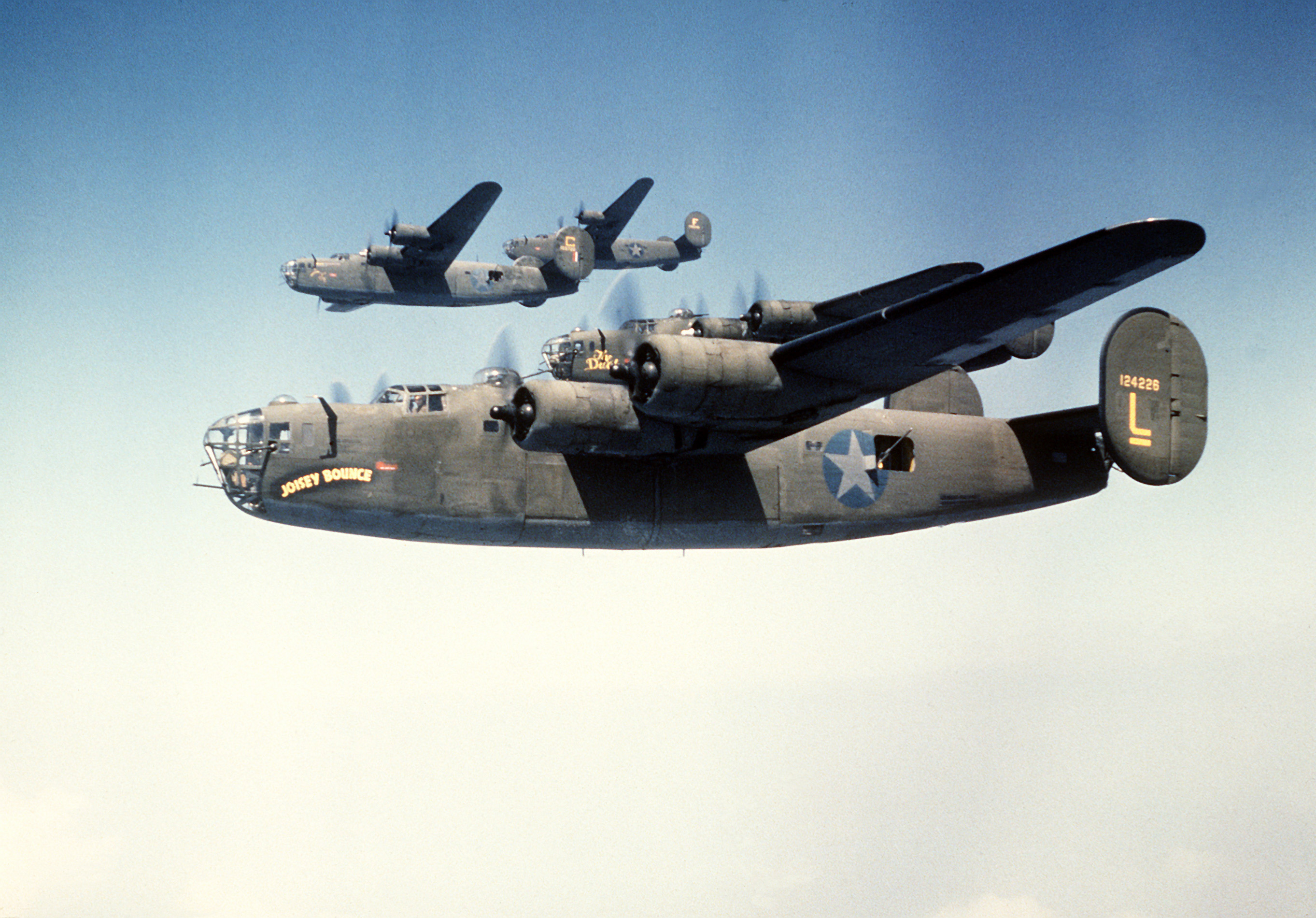
Bombarders B-24D del 93rd Bomb Group de la USAAF en formació.

## Especificacions (B-24J)
Dades de Quest for Performance
Característiques generals
- Tripulació: 11: Pilot, copilot, navegador, bombarder,operador de ràdio, artiller frontal, artiller de la torreta superior, 2 artillers laterals, artiller de la torreta ventral i artiller de cua.
- Longitud: 20,6 m
- Envergadura: 33,5 m
- Alçada: 5,5 m
- Superfície de l'ala 97,4 m²
- Pes buit: 16.590 kg
- Pes carregat: 25.000 kg
- Pes màxim d'enlairament: 29.500 kg
- Motors: 4×  motors radials amb turbo Pratt & Whitney R-1830-35 o -41, 1.200 CV   cada un

 Rendiment 
- Velocitat màxima: 250 nusos, 470 km/h
- Velocitat de creuer: 187 nusos, 346 km/h
- Velocitat d'entrada en pèrdua: 83 nusos, 153 km/h
- Abast: 1.800 milles nàutiques, 3.400 km
- Abast en trasllat: 3.200 milles, 6.000 km
- Sostre de servei: 8.500 m
- Ràtio d'ascens: 5,2 m/s
- Càrrega alar: 256 kg/m²
- Potència/pes: 144 W/kg

Armament

- Metralladores: 10 metralladores de calibre .50 BMG (12,7 mm) M2 Browning distribuïdes en 4 torretes dobles i 2 posicions laterals
- Bombes:
  - Curt abast (˜400 milles): 3.600 kg
  - Llarg abast (˜800 milles): 2.300 kg
  - Abast molt llarg (˜1.200 milles): 1.200 kg